# 공감-이타주의 가설
사회 교환 이론이 도움에 대한 혜택이 비용보다 크지 않으면 이타주의는 존재하지 않는다고 가정하고 이를 전제한다면 이와는 다른 맥락에서 다니엘 뱃슨(C. Daniel Batson)은 사람들이 다른 사람의 복지에 대한 진정한 관심으로 도움이 필요한 어떤 다른 사람을 돕는다고 주장한다. 도움의 핵심 축은 '공감적 관심'(empathic concern)이다. 그의 '공감-이타주의 가설'(empathy-altruism hypothesis)에 따르면 누군가가 다른 사람에게 공감을 느끼면 그로부터 얻을 수있는 것과 상관없이 그들을 도울 것이라는 것이다. 존재하는 대안 가설은 '공감-기쁨'(empathy-joy)으로 다른 사람이 안도를 경험하는 것을 보는 즐거움을 발견하기 때문에 도움이 자발적으로 이루어진다고 말한다. 공감을 느끼지 못할 때에야 사회 교환 이론이 지배하게 된다는 것이다.

## 같이 보기
- 상호이타주의